# کری رودریگز
کری رودریگز (انگلیسی: Carrie Rodriguez؛ زادهٔ ۱۹۷۸) یک موسیقی‌دان اهل ایالات متحده آمریکا است. وی از سال ۲۰۰۲ میلادی تاکنون مشغول فعالیت بوده‌است.